# Jantarska pot
Jantarska pot je bila verjetno najstarejša in najkrajša  evropska trgovska povezava med Baltikom in Sredozemljem, po kateri se je od pozne bronaste dobe do 5. stoletja trgovali z jantarjem. Jantar proti jugu ni prihajal po eni sami poti, še manj je bila to ves čas cesta. Poti, po katerih se je vršila ta trgovina, je bilo več in niso bile stalne, krajši ali daljši odseki so bili zdaj bolj zdaj manj pomembni. Trgovci so jih izbirali glede na trenutne vremenske, carinske in politične razmere.
Pot se je začela na nahajališčih jantarja ob ustju Visle na vzhodnem Baltiku, verjetno v Kaupi (Mohovoe, Ruska federacija) in Trusi (Drużno, Poljska). Od tam je potekala preko Toruńa, Kalisza, Vroclava (Poljska), Moravskih vrat (Češka republika), Devína (Slovaška), Carnuntuma (Peronell, Avstrija), Savarie (Sombotel, Madžarska), Poetovia (Ptuj), Celeie (Celje), Emone (Ljubljana) in Nauportusa (Vrhnika) in se končala v (Aquileii, Italija). 
Prvi zanesljivi podatki o jantarski poti so iz bronaste dobe. Po Herodotu so jantar nabirali Hiperborejci na Baltiku. Od njih so ga prevzemali Skiti, ki so ga prenašali do severnega Jadrana. Od tam se je z njim trgovalo proti jugu po Apeninskem polotoku in proti vzhodu v Grčijo. Po Diodorju so jantar do Venetov in Etruščanov prinašali Germani, ti pa naprej do Grkov. 
Po jantarski poti se je trgovalo od poznega 7. stoletja pr. n. št. do 5 stoletja n. št. Največji promet je bil v 2 stoletju, tudi zaradi rimske vojaške ceste med Carnuntumom na Donavi in Akvilejo. Starodavno trgovsko pot so prekinile rimsko-ilirske vojne in preseljevanje ljudstev.
Obstajale so tudi stranske veje jantarske poti. Ena od njih je po dolini Dnepra vodila proti Črnemu morju, druga po dolini Rone v južno Francijo. Z jantarjem so trgovali tudi po morju, predvsem Grki in Feničani.